# 四連装砲塔

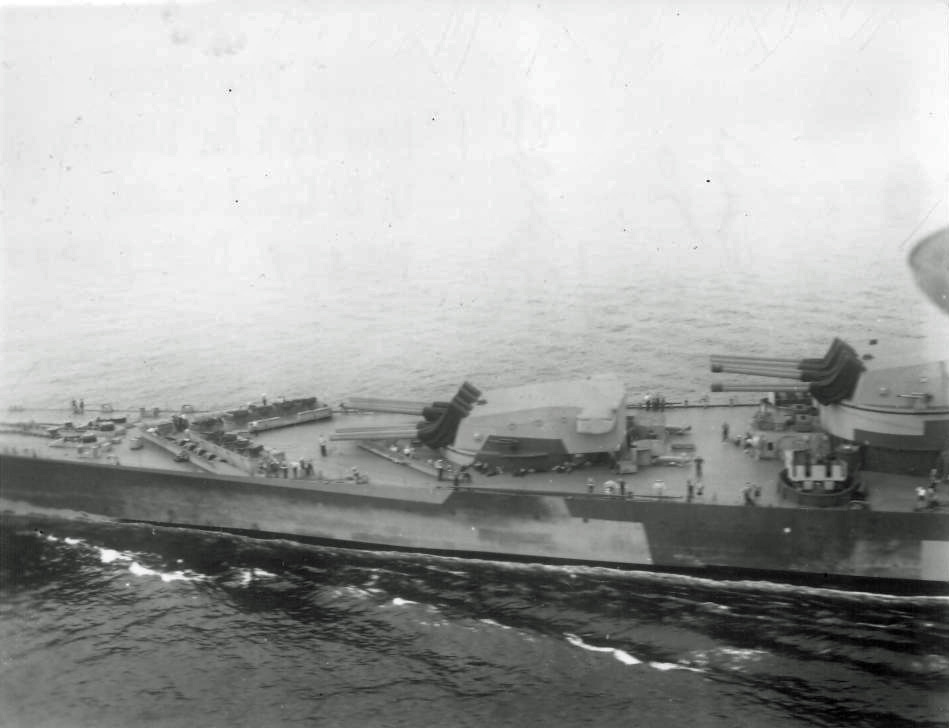
リシュリュー級の38cm(45口径)4連装砲の写真

四連装砲塔（よんれんそうほうとう）は砲塔への大砲の装備方法の一つで、連装方式のうち、1基の砲塔に4門の砲を装備した形式を指す。一般には同口径の砲4門を水平に並べたものが多い。

## 艦船
戦艦ではフランス海軍の超弩級戦艦「ノルマンディー級」（未成）、「ダンケルク級」「リシュリュー級」、イギリス海軍の「キングジョージ5世級」のみが採用している。アメリカ海軍のノースカロライナ級でも14インチ4連装砲塔を搭載予定であったが、これは当初から16インチ3連装砲への換装を考慮しており、結果として建造途中で換装したために4連装砲塔は搭載していない。
4連装砲塔の利点は、同数の砲を備えた他の砲塔より軽いことである。たとえば4連装砲塔2基（8門）の重量は同口径の連装砲塔3基分（6門）と同等とされ、装備門数を8門とすると、4連装にしたほうが連装砲塔1基分軽いことになる。また、バーベットが少なくなる分ヴァイタル・パートも短縮でき、艦体そのものの重量軽減にもつながる。
例として、リシュリュー（1935年起工）とビスマルク（同1936年）は、共に38cm砲8門艦で公称基準排水量35,000トン、速度も同程度だが、リシュリューが排水量枠にほぼ収まっているのに対し、ビスマルクは5,000トン余りも超過しながら装甲厚はむしろ水平防御と砲塔周りで劣っており、二連装砲塔に対する四連装砲塔の縮減効果が表れていると言える。
日本海軍でも四連装砲塔の評価研究が行われており、平賀譲は大正8年（1919年）の時点で、船体長・重量面で有利な多連装化を評価しながら、3連装砲塔は奇数門・非対称構成のため揚弾システム配置に独自の工夫が必要になることや、交互射撃ができない問題を指摘し、4連装砲塔なら既存の連装砲からの拡張で実現しうるとして推進する見解を示している。
しかし、砲塔数が連装、3連装と比べて少なくなるため砲塔1基が破壊された時の戦力減少が激しい、砲塔を支えるターレット径が大きくなるので工作が困難になる、速力低下の一因となる艦体全幅の増大につながる等さまざまな弊害が出る。砲塔の幅が大きいため、ノースカロライナ級の例のように一段大口径の3連装砲塔が競争相手にもなりうる。多分に主砲口径や排水量の制約が強い条約型戦艦寄りの発想であり、他での採用はわずかである。船体が細長い巡洋艦や駆逐艦においても、艦形短縮のメリットが薄く幅が大きいデメリットが目立ち、採用事例は無い。
また構造上、砲座重量が大きく、揚弾機構が複雑化するため、工作・設計が困難で技術的な問題も多いと言われる。しかしながら、フランスの未成艦ノルマンディーの主砲設計を流用したダンケルク級戦艦の4連装砲塔では、最初の半年間こそ故障の対処に追われたが、単なる初期故障の範囲に収まり、以後は除籍の日まで大きなトラブルは発生しなかったと言う。続く2番艦のストラスブールでも細かい故障が出たものの、1ヶ月で解決した。これは技術的冒険を避けるためと砲塔内部のレイアウトの問題が大いに関係している。フランス式4連装砲塔は中央部を装甲隔壁が砲室を左右に分断しており、内実は2基の連装砲架が並列に配置された2×2連装砲塔となっている。この方式は、砲塔を損傷しても被害が装甲隔壁の向こう側やバーベット下まで及ばない程度なら半分の2門は戦闘力を失わない利点があった。ダンケルク級2隻の実戦経験はメルセルケビール海戦のみであるが、平時の砲術演習でも不具合なく行えた事を見逃してはならない。さらに、後続の「リシュリュー級」2隻の主砲塔も基本的に同構造でありこれら4隻の戦闘実績を考慮すれば運用経験は充分である。実戦状況の上でも、「リシュリュー」では砲弾の製造時の不良から戦闘時に爆発事故を起こし4門中2門が使用不能となったが、前述の装甲隔壁により反対側の2門は射撃続行可能であった。また、格上の40.6cm砲戦艦と戦った「ジャン・バール」では船体自体が未完成であったため、砲塔を駆動させるための電路を切断され砲戦に敗北したが、後日に電路を修復し、「ジャン・バール」が戦闘不能と勘違いした米重巡洋艦に対し砲撃を行い撤退させた事からもフランス製4連装砲塔自体の信頼性は高いと言える。 

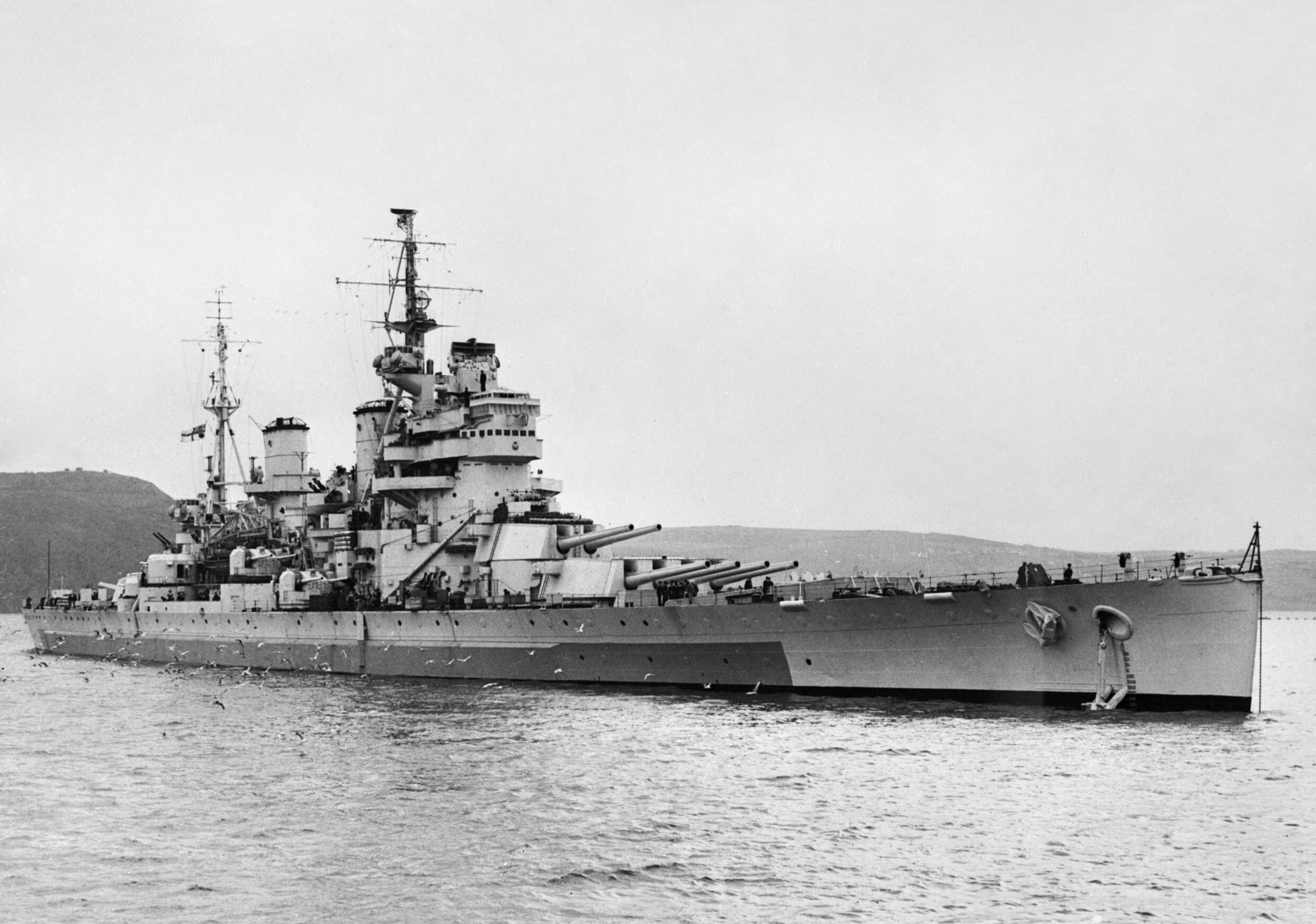
キング・ジョージ5世級「アンソン」の写真。イギリス初の四連装砲塔であったために故障が絶えなかった。

対照的なのはイギリス式4連装砲塔で、こちらは純粋な4連装砲形式となっており、狭義的意味合いではこれを正しい4連装砲塔と説明する資料もあるが、反面、設計段階での設計に不具合があったため、竣工当時から故障が続出し、最初の数年間は故障の対処で追われ、実戦どころではなかったと言う。ただし、それらの問題が解決した後のイギリス式4連装砲塔の信頼性は、実戦により証明されている。 

## 対空砲

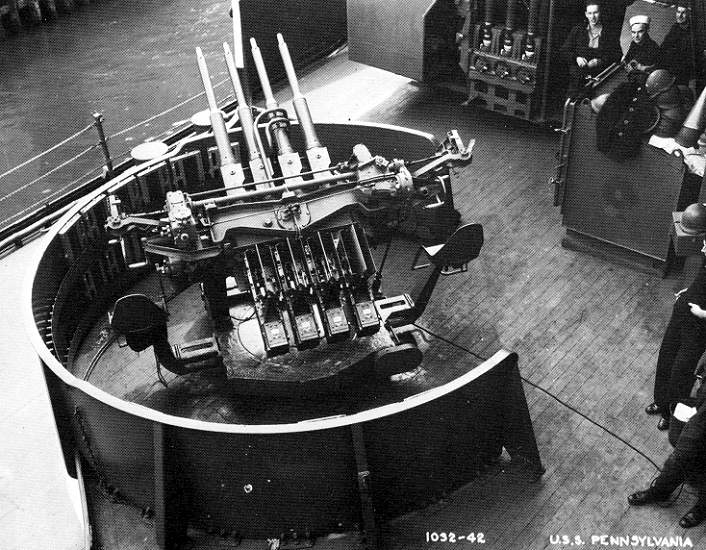
米海軍の28mm対空機銃

小型軽量な対空機関砲ないし対空機銃では、重量等に関する技術的問題が小さく、最も重要な時間当たりの投射弾数を増すため、手っ取り早く多連装化する例が多く見られる。
しかし中口径以上の高角砲（高射砲）になると、もう一つの重要点である、射線を高速高機動の航空機に追随させる取り回しの面で、重量が問題になる。ダンケルク級で副砲を対空兼用の4連装13cm両用砲とした試みを除くと、機関砲以上の高角砲・高射砲に3連装以上の採用例は皆無に近い。

## 参考図書
- 「世界の艦船増刊第22集　近代戦艦史」(海人社)
- 「世界の艦船増刊第30集　イギリス戦艦史」(海人社)
- 「世界の艦船増刊第38集　フランス戦艦史」(海人社)
- 「世界の艦船増刊第38集　第2次大戦時のイギリス戦艦」(海人社)
- 「世界の艦船増刊第22集　近代戦艦史　2008年10月号(海人社)
- 「世界の艦船　列強最後の戦艦を比較する　2006年2月号」(海人社)